# Ким Чхан У
Ким Чхан У (кор. 김찬우; род. 11 июня 1999, Сеул) — корейский футболист, полузащитник.

## Клубная карьера
В августе 2020 года стал игроком словенского клуба «Браво». 12 сентября 2020 года в матче против клуба «Марибор» дебютировал в чемпионете Словении (1:4), выйдя на замену на 86-й минуте вместо Овбоха Агбойи.
В феврале 2023 года перешёл в корейский клуб «Гимпо».
В июле 2023 года подписал контракт с клубом «Экибастуз».

## Клубная статистика
| Игровая карьера | Игровая карьера       | Игровая карьера | Лига | Лига | Кубок | Кубок | Межд. | Межд. | СК | СК |
| --------------- | --------------------- | --------------- | ---- | ---- | ----- | ----- | ----- | ----- | -- | -- |
| 2018            | Ханьянг Юниверсити    | ?               | —    | —    | 1     | 0     | —     | —     | —  | —  |
| 2019            | Ханьянг Юниверсити    | ?               | —    | —    | 1     | 0     | —     | —     | —  | —  |
| 2020/21         | Браво                 | А               | 3    | 0    | —     | —     | —     | —     | —  | —  |
| 2021/22         | Ярун                  | Б               | 5    | 0    | —     | —     | —     | —     | —  | —  |
| 2022            | Тэджон Хана Ситизен Б | Г               | 22   | 3    | —     | —     | —     | —     | —  | —  |
| 2023            | Гимпо                 | Б               | —    | —    | 1     | 0     | —     | —     | —  | —  |
| 2023            | Экибастуз             | Б               | 13   | 9    | —     | —     | —     | —     | —  | —  |